# Пересмішники
Пересмішники (англ. Mockingbird) — позатаксономічна група горобцеподібних птахів родини пересмішникових (Mimidae). Розповсюджені пересмішники у Південній та Північній Америці. Вони найбільш відомі своєю звичкою повторювати голосові сигнали інших птахів, часто дуже гучно та з частими повторами. За годину пересмішник може відтворити голоси до 55 птахів. До групи входить близько 17 видів птахів, що поділяються на 3 роди. Вони не формують монофілетичної групи: роди Mimus і Nesomimus досить споріднені, проте рід Melanotis більш відмінний, ймовірно вони являють собою базальні групи родини Mimidae. Згідно з В.Фесенком, пересмішниками названі 8 родів родини Mimidae — Dumetella, Margarops, Melanoptila, Melanotis, Mimodes, сам Mimus, Nesomimus та Oreoscoptes.

## У культурі
- Пересмішник є ключовим символом роману американської письменниці Гарпер Лі «Убити пересмішника».
- Репер Емінем використав образ пересмішника у своїй пісні «Mockingbird» 2004 року, що належить до альбому «Encore». Автор асоціював його із дитинством. Пісня була номінована на Нагороду Греммі за краще сольне реп-виконання.